# Assassinat de Patrice Lumumba
L'assassinat de Patrice Lumumba, Premier ministre de la république du Congo, a eu lieu le 17 ou 18 janvier 1961 à la suite de son arrestation par des soldats congolais. Elle a eu lieu dans une forêt près de la ville de Lubumbashi (anciennement Élisabethville) dans le sud du pays, au Katanga.

## Histoire
Le 14 septembre 1960, le colonel Joseph Mobutu (plus tard Mobutu Sese Seko) organise un coup d'État avec l'aide de Joseph Kasavubu et accède lui-même au pouvoir. Lumumba est arrêté par les troupes de Mobutu le 1er décembre 1960. Il est capturé à Port Francqui et transporté menotté par avion à Léopoldville.
Mobutu explique que Lumumba ferait face à des accusations d'incitation de l'armée à la rébellion et à d'autres crimes. Le secrétaire général des Nations unies, Dag Hammarskjöld appelle Kasavubu à accorder à Lumumba un procès équitable. L'URSS accuse Hammarskjöld et l'Occident d'être responsables de la détention de Lumumba et exige sa libération.
Le Conseil de sécurité des Nations unies se réunit le 7 décembre pour discuter des demandes soviétiques. Aussi, que l'ONU obtienne la libération immédiate de Lumumba, que Lumumba soit réintégré dans ses fonctions, que les troupes de Mobutu soient désarmées et que tous les Belges soient immédiatement évacués du Congo. Le représentant soviétique Valerian Zorin refuse de se conformer à la demande des États-Unis de se déclarer inapte à la présidence du Conseil de sécurité au cours du débat. Le secrétaire général Dag Hammarskjöld déclare - en réponse aux critiques soviétiques de ses opérations au Congo - que si les troupes de l'ONU étaient retirées du Congo : « Je crains que tout ne s'effondre ».
En réponse à un rapport de l'ONU, selon lequel Lumumba avait été maltraité par ses gardes, ses partisans menacent le 9 décembre que tous les Belges soient arrêtés et certains d'entre eux décapités à moins que Lumumba ne soit libéré dans les 48 heures.
La menace pesant sur le dossier de l'ONU[Quoi ?] est aggravée par les annonces de retrait de leurs troupes stationnées au Congo. Elle concerne l'ex-Yougoslavie, la République arabe unie, Ceylan, l'Indonésie, le Maroc et la Guinée. La résolution pro-Lumumba proposée par les Soviétiques est rejetée le 14 décembre par 8 voix contre 2. Le même jour, l'Union soviétique oppose son veto à une résolution occidentale qui donnerait à Hammarskjöld plus de pouvoir sur la situation au Congo.

## Déroulement
Lumumba est emmené de la prison militaire de Thysstad près de Léopoldville vers une prison « plus sûre » à Jadotville au Katanga le 17 janvier 1961, le laissant aux mains de ses ennemis. Des rapports ont révélé que Lumumba et ses codétenus, Maurice Mpolo et Joseph Okito, auraient été maltraités par la police provinciale à leur arrivée dans la province rebelle du Katanga.
Cette même nuit, Lumumba et ses deux compagnons auraient été exécutés dans des circonstances jamais pleinement élucidées. Dans son livre L'assassinat de Patrice Lumumba (1999), l'auteur Ludo De Witte affirme que le commissaire de police belge Frans Verscheure conduit les prisonniers jusqu'à leur lieu d'exécution. Le policier Julien Gat ordonne aux militaires de tirer. Son corps n'a jamais été retrouvé et aurait été dissous dans 200 litres d'acide sulfurique par Gérard Soete en 1961. Une dent dorée, supposée appartenir à Patrice Lumumba est conservée au palais de justice de Bruxelles.

## Manifestation internationale
L'annonce du meurtre du 10 février 1961, attribué à des « villageois », a déclenché des protestations internationales devant les ambassades belges. Des violences ont éclaté en Yougoslavie, en Pologne et en Égypte : à Belgrade, des manifestants ont défoncé l'intérieur de l'ambassade ; à Varsovie, ils ont maltraité le personnel ; et au Caire, ils ont incendié l'ambassade. La Belgique a demandé une compensation et lorsque Nasser refuse, elle rompt ses relations diplomatiques avec l'Égypte[pas clair].

## Enquêtes ultérieures
Ludo De Witte a écrit dans son livre Le Meurtre de Lumumba (1999) les conclusions de son enquête, qui en Belgique a donné lieu à une judiciarisation de l'ensemble de l'affaire par le gouvernement.
En février 2002, le gouvernement belge reconnait avoir eu « une responsabilité indéniable dans les événements qui ont conduit à la mort de Lumumba », bien qu'il n'ait pas voulu assumer l'entière responsabilité. La commission d'enquête parlementaire, assistée des experts Emmanuel Gérard, Luc De Vos, Jules Gérard Libois et Philippe Raxhon, constate qu'un certain nombre de personnalités belges ont joué un rôle (direct ou indirect) dans l'assassinat de Lumumba. Cependant, aucune preuve n'est trouvée indiquant que le meurtre a été ordonné par les autorités belges.
En juillet 2002, des documents sont publiés par les États-Unis, révélant le rôle de la CIA dans l'assassinat de Lumumba. La CIA aurait soutenu financièrement les opposants à Lumumba, en plus d'un soutien politique, et dans le cas de Mobutu avec des armes et un entraînement militaire. Il est aussi dit qu'un meurtrier de la CIA s'est donné pour mission d'empoisonner Lumumba. Il aurait cependant jeté ses armes dans la rivière sans commettre le meurtre. Lumumba est finalement exécuté par des séparatistes katangais.